# Districte de Chrudim
El districte de Chrudim (en txec Okres Chrudim) és un districte de la regió de Pardubice, a la República Txeca. La capital n'és Chrudim.

## Llista de municipis
Běstvina -
Biskupice -
Bítovany -
Bojanov - 
Bor u Skutče - 
Bořice -
Bousov - 
Bylany - 
Ctětín -
Čankovice -
České Lhotice -
Chrudim -
Dědová -
Dolní Bezděkov -
Dřenice -
Dvakačovice -
Hamry -
Heřmanův Městec -
Hlinsko - 
Hluboká - 
Hodonín - 
Holetín - 
Honbice - 
Horka - 
Horní Bradlo - 
Hošťalovice -
Hrochův Týnec - 
Hroubovice - 
Chrast - 
Chroustovice - 
Jeníkov - 
Jenišovice -
Kameničky - 
Kladno -
Klešice -
Kněžice -
Kočí - 
Kostelec u Heřmanova Městce -
Krásné - 
Krouna - 
Křižanovice - 
Lány - 
Leštinka - 
Libkov - 
Liboměřice -
Licibořice -
Lipovec - 
Lozice - 
Lukavice - 
Luže -
Míčov-Sušice -
Miřetice - 
Mladoňovice - 
Morašice -
Mrákotín - 
Nabočany - 
Načešice - 
Nasavrky - 
Orel - 
Ostrov - 
Otradov - 
Perálec - 
Podhořany u Ronova - 
Pokřikov - 
Prachovice - 
Proseč - 
Prosetín - 
Předhradí - 
Přestavlky - 
Raná -
Rabštejnská Lhota - 
Ronov nad Doubravou - 
Rosice - 
Rozhovice - 
Řestoky -
Seč -
Skuteč - 
Slatiňany - 
Smrček - 
Sobětuchy - 
Stolany - 
Střemošice - 
Studnice - 
Svídnice - 
Svratouch - 
Tisovec - 
Trhová Kamenice -
Trojovice - 
Třemošnice - 
Třibřichy - 
Tuněchody - 
Úherčice -
Úhřetice - 
Vápenný Podol -
Včelákov - 
Vejvanovice - 
Vítanov - 
Vojtěchov - 
Vortová - 
Vrbatův Kostelec - 
Všeradov -
Vysočina -
Vyžice -
Zaječice - 
Zájezdec -
Zderaz -
Žlebské Chvalovice -
Žumberk